# The Modern Lovers
The Modern Lovers — американская рок-группа, образовавшаяся в 1970 году в Массачусетсе, просуществовавшая четыре года, распалась (ничего не выпустив) в 1974 году и осталась в истории одним из самых влиятельных коллективов протопанка, чьи последние записи (согласно Trouser Press) «явились ключевым звеном между Velvet Underground и панк-роком». В 1976 году Джонатан Ричман, участник, сохранивший юридическое право на название, реформировал группу как Jonathan Richman and the Modern Lovers. Этот коллектив выпустил восемь альбомов, которые не имели ничего общего с изначальным направлением оригинального состава 1970—1974 годов, в котором Ричман был рядовым участником, а не лидером.
Два альбома Modern Lovers (1970—1974) вышли лишь после 1976 года; участники раннего варианта группы Джерри Харисон, Дэвид Робинсон и Джон Фелис приобрели известность в группах Talking Heads, Cars и Real Kids (соответственно).

## История группы
Первый состав The Modern Lovers — гитарист Джон Фелис (англ. John Felice), ударник Дэвид Робинсон (David Robinson), басист Рольф Андерсон (Rolfe Anderson) и вокалист, основной автор Джонатан Ричман — дал в сентябре 1970 года, спустя месяц после возвращения последнего в Бостон из Нью-Йорка, где он в течение девяти месяцев практически неотрывно следил за выступлениями Velvet Underground. Несколько месяцев спустя Андерсон бы заменён Эрни Бруксом (Ernie Brooks), а клавишник Джерри Харрисон занял место Фелиса.
Весной 1971 года квартет записал первую демоплёнку с Кимом Фоули (которая оставалась неизданной до 1981 года), а в 1973 году — с Джоном Кейлом — вторую: она-то и послужила впоследствии основой для альбома The Modern Lovers, признанного впоследствии одним из самых влиятельных релизов первой половины 1970-х годов. Неувязки с лейблом привели к тому, что пластинка вышла лишь в 1976 году; к этому времени The Modern Lovers распались. Уже в декабре 1973 года Ричман приступил к работе над сольными демоплёнками, сохранив юридические права на название группы. Джерри Харрисон вошел в состав Talking Heads, Дэвид Робинсон сел за ударные в The Cars, Джон Фелис сформировал Real Kids, Эрни Брукс в конечном итоге присоединился к группе Дэвида Джохансена.

## Дискография

### Альбомы

#### The Modern Lovers
- The Modern Lovers (записан в сентябре 1971 — марте 1972, выпущен в 1976)
- The Original Modern Lovers (записан в 1972, выпущен в 1981)

Концертные альбомы
- Live at the Longbranch Saloon (1992)
- Precise Modern Lovers Order (1994)
- Live at the Longbranch and More (1998)

### Jonathan Richman and the Modern Lovers
- Jonathan Richman and the Modern Lovers (1976)
- Rock 'n' Roll with the Modern Lovers (1977)
- Modern Lovers 'Live' (1978)
- Back in Your Life (1979)
- Jonathan Sings! (1983)
- Rockin' and Romance (1985)
- It’s Time For … (1986)
- Modern Lovers 88 (1988)